# الولايات الألمانية الجديدة
الولايات الفدرالية الجديدة لألمانيا (بالألمانية: Die neuen Bundesländer)‏ هي خمسة ولايات لألمانيا الشرقية انضمت لاحقا إلى جمهورية ألمانيا الاتحادية (ألمانيا الغربية) لتشكل مع ولاياتها 10 عند إعادة توحيد ألمانيا في 3 أكتوبر 1990. حيث دمجت 5 ولايات في ألمانيا الشرقية مع 10 ولايات في ألمانيا الغربية بعد إعادة التوحيد لتكون دولة ألمانيا الحالية.
الولايات الجديدة، التي حلتها حكومة ألمانيا الشرقية في عام 1952 وأعيد تأسيسها في عام 1990، هي براندنبورغ ومكلنبورغ فوربومرن وساكسونيا وساكسونيا-أنهالت وتورينجيا. لم تعتبر برلين ولاية، الناتجة عن الاندماج بين برلين الشرقية والغربية، إحدى الولايات الجديدة، على الرغم من أن العديد من سكانها من الألمان الشرقيين.
منذ إعادة التوحيد، أصبحت ألمانيا تضم 16 ولاية فيدرالية.

## ثقافة

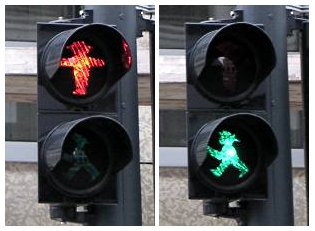
أمبيلمانشن، رمز للثقافة الألمانية الشرقية

غالبا ما يشار إلى الاختلافات المستمرة في الثقافة والعقلية بين ألمانيا الشرقية القديمة وألمانيا الغربية القديمة باسم «الجدار في الرأس» ("Mauer im Kopf"). تُصنف "Ossis" ("Easties") على أنها عنصرية وفقيرة وتتأثر إلى حد كبير بالثقافة الروسية. عادةً ما يُعتبر «ويسي» («الغرب») ساذجًا وغير أمينًا وثريا وأنانيًا. يمكن اعتبار المصطلح مهينا.
في عام 2009، بعد عشرين عامًا من سقوط الجدار، وجد استطلاع للرأي أن 22٪ من الألمان الشرقيين السابقين (40٪ بعمر أقل من 25 عامًا) اعتبروا أنفسهم «مواطنين حقيقيين للجمهورية الفيدرالية». 62٪ شعرون بنوع من النسيان، لم يعد مواطنو ألمانيا الشرقية ولكنهم لم يندمجوا بالكامل في ألمانيا الموحدة. حوالي 11٪ كانوا يودون عودة ألمانيا الشرقية. وجد استطلاع عام 2004 أن 25٪ من الألمان الغربيين و 12٪ من الألمان الشرقيين يرغبون في ان عملية إعادة التوحيد لم تحدث. 
تم إحياء بعض الماركات الألمانية الشرقية، الجذابة للألمان الشرقيين السابقين الذين يعشقون البضائع التي نشأوا عليها. تشمل العلامات التجارية التي تم إحياءها بهذه الطريقة Rotkäppchen، التي تمتلك حوالي 40٪ من سوق النبيذ الألماني الفوار، وZeha، صانعة الأحذية الرياضية التي زودت معظم الفرق الرياضية في ألمانيا الشرقية وكذلك الفريق الوطني لكرة القدم في الاتحاد السوفيتي.
تم حظر المواد الإباحية والبغاء في جمهورية ألمانيا الديمقراطية باعتبارها شكل من أشكال الاستغلال، ويعتقد الألمان الغربيون عمومًا أن أولئك الذين نشأوا في ألمانيا الشرقية ممنوعون جنسياً أكثر من نظرائهم الغربيين. ومع ذلك، فإن الوصول الأفضل إلى التعليم العالي والوظائف إلى جانب الإجهاض المجاني ووسائل منع الحمل والسياسات الأسرية السخية جعل النساء في ألمانيا الشرقية أكثر نشاطاً من الناحية الجنسية. الفرق الملحوظ الآخر هو الموقف من مذهب العري أو FKK (اختصار لـ Freikörperkultur) باللغة الألمانية. بينما كانت موجودة في كل من الشرق والغرب، إلا أنه في الشرق كانت ظاهرة ثقافية جماهيرية شارك فيها الجميع تقريبًا. لا يزال هذا ممكنًا على شواطئ ألمانيا الشرقية السابقة مقارنة بنظرائهم في ألمانيا الغربية.
يولد عدد أكبر من الأطفال خارج إطار الزواج في شرق ألمانيا مقارنةً بغربها. في عام 2009، كانت 61٪ من الولادات في شرق ألمانيا للنساء غير المتزوجات، بينما كانت 27٪ في نظريتها الغربية. سجلت ولايات ساكسونيا-أنهالت ومكلنبورغ-فوربومرن أعلى معدل للولادة خارج نطاق الزوجية، حيث حصلت كل منهما على 64٪، تليها براندنبورغ بنسبة 62٪. وسجلت ولاية بادن فورتمبيرغ أدنى معدل حيث بلغت 22٪، تليها ولاية هيس وبافاريا، حيث حصلت كل ولاية على 26٪.

### دين
لادينية هي الديانة السائدة في الجزء الشرقي من ألمانيا، والتي تعتبر أقل منطقة تدينا في العالم.  الاستثناء هو برلين الغربية سابقا، التي كان لديها تعداد مسيحي في عام 2016 (44.4 ٪ مسيحي و 43.5 ٪ غير منتسبين). كما أن لديها حصة أعلى من المسلمين، بنسبة 8.5٪، مقارنة مع برلين الشرقية سابقا مع 1.5 ٪ فقط من المسلمين المعلنين ذاتيا اعتبارا من عام 2016. من ناحية أخرى، المسيحية هي الديانة المهيمنة في ألمانيا الغربية، باستثناء هامبورغ، التي تتمتع بتعددية دينية.
| الدين من قبل الدولة، 2016         | البروتستانت | الكاثوليك | وليس دينيا | مسلمون | الآخرين |
| --------------------------------- | ----------- | --------- | ---------- | ------ | ------- |
| وصلة=\|حدود براندنبورغ            | 24.9٪       | 3.5٪      | 69.9٪      | 0.0٪   | 1.5٪    |
| وصلة=\|حدود برلين الشرقية السابقة | 14.3٪       | 7.5٪      | 74.3٪      | 1.5٪   | 2.4٪    |
| وصلة=\|حدود مكلنبورغ-فوربومرن     | 24.9٪       | 3.9٪      | 70.0٪      | 0.3٪   | 0.9٪    |
| وصلة=\|حدود ساكسونيا              | 27.6٪       | 4.0٪      | 66.9٪      | 0.3٪   | 1.1٪    |
| وصلة=\|حدود ساكسونيا-آنهالت       | 18.8٪       | 5.1٪      | 74.7٪      | 0.3٪   | 1.2٪    |
| وصلة=\|حدود تورينجيا              | 27.8٪       | 9.5٪      | 61.2٪      | 0.0٪   | 1.5٪    |
| مجموع                             | 24.3٪       | 5.2٪      | 68.8٪      | 0.3٪   | 1.4٪    |

#### الموثوقية
في 26 أبريل 2009، تم إجراء استفتاء (بالالمانية ) حول ما إذا كان ينبغي السماح لتلاميذ برلين بالاختيار بين فصل الأخلاقيات، درس إلزامي تم تقديمه في جميع مدارس برلين في عام 2006، وفصل ديني. دعم الحزب الديمقراطي الاشتراكي والحزب اليساري والخضر معسكر «الأخلاقيات» للتصويت بـ «لا»، مؤكدًا أن فئة الأخلاقيات يجب أن تظل إلزامية، ويمكن للتلاميذ أن يأخذوا طوعًا الدرس الديني كمادة إضافية بجانبها إذا اختاروا ذلك؛ دعم حزب الاتحاد الديمقراطي المسيحي والحزب الديمقراطي الحر معسكر "Pro Reli" للتصويت بـ «نعم»، رغبة في إعطاء التلاميذ حرية الاختيار. في برلين الشرقية، أختارت الأغلبية الساحقة بواقع 74.62٪صوت ضد إدخال التعليم الديني. في غرب برلين، صوت 41.41٪ فقط بـ «لا». في المجموع، صوت 51.5٪ ب«لا» و48.4 ٪ صوتوا ب«نعم».

## اقتصاد

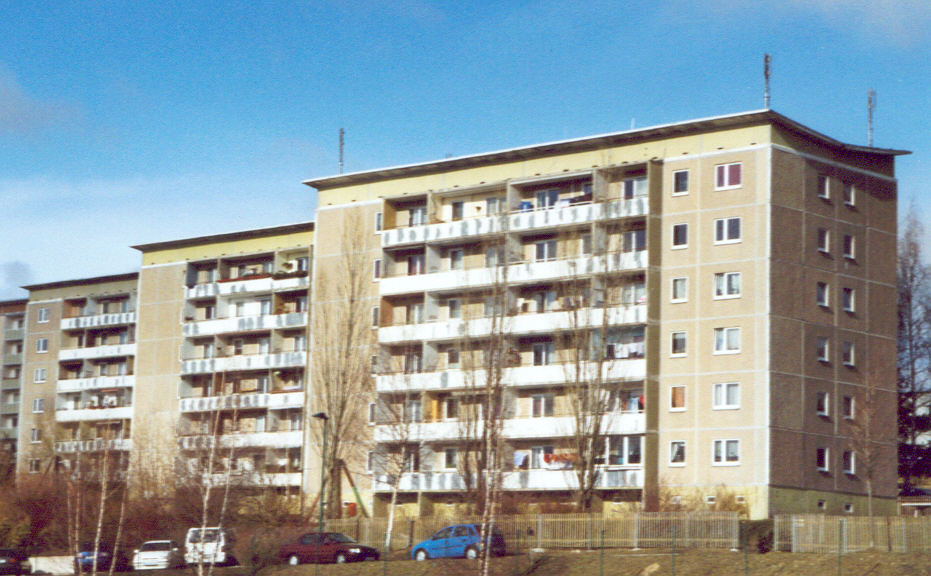
كتل سكنية من عهد DDR في الميناو، تورينجيا

تمت إعادة الإعمار الاقتصادي لشرق ألمانيا ((بالألمانية: Aufbau Ost)‏ أثبت انه يحتاج مدة أطول مما كان متوقعا. يظل مستوى المعيشة ومتوسط الدخل السنوي أدنى بكثير في الولايات الفيدرالية الجديدة.
كلف إعادة التوحيد الحكومة الفيدرالية 2 تريليون يورو. عند إعادة التوحيد، أعتبرت كل صناعة ألمانيا الشرقية قديمة تقريبًا.  خصصت الحكومة 8500 شركة ألمانية شرقية مملوكة للدولة. منذ عام 1990، تم تحويل ما بين 100 مليار و 140 مليار يورو سنويًا إلى الولايات الجديدة. تم إنفاق أكثر من 60 مليار دولار لدعم الأعمال التجارية وبناء البنية التحتية في الأعوام 2006-2008.
دخلت خطة التدخل الاقتصادي بقيمة 156 مليار يورو حيز التنفيذ في عام 2005، وهي لتوفبر الأساس المالي للتقدم والترويج الخاص لاقتصاد الولايات الفيدرالية الجديدة حتى عام 2019.  «ضريبة التضامن»، وهي ضريبة إضافية بنسبة 5.5 ٪ على ضريبة الدخل، تم تدعيمها من قبل هلموت كول لإعادة البنية التحتية للولايات الجديدة إلى مستويات الولايات الغربية لألمانيا  ولتقسيم تكلفة التوحيد بالإضافة إلى نفقات حرب الخليج والتكامل الأوروبي. سيتم الحفاظ على الضريبة، التي تجمع 11 مليار يورو سنويًا، حتى عام 2019 على الأقل.
منذ إعادة التوحيد، كان معدل البطالة في الشرق ضعف معدله في الغرب. بلغ معدل البطالة 12.7٪  في أبريل 2010، بعد أن وصل إلى حد أقصى قدره 18.7٪ في عام 2005. في العقد 1999-2009، ارتفع النشاط الاقتصادي للفرد من 67 ٪ إلى 71٪ في ألمانيا الغربية.  وفقا لولفغانغ تيفينسي، الوزير المسؤول عن تطوير الولايات الفيدرالية الجديدة، في عام 2009، «الفجوة تغلق». ألمانيا الشرقية هي أيضًا جزء من البلد الأقل تأثراً بالأزمة المالية 2007-2008.
جميع الولايات الفيدرالية الجديدة، باستثناء برلين، تعتبر مناطق تطوير للهدف 1 داخل الاتحاد الأوروبي، لتكون مؤهلة لتلقي إعانات استثمارية تصل إلى 30٪ حتى عام 2013.

## بنية تحتية
«مشاريع نقل الوحدة الألمانية» (Verkehrsprojekte Deutsche Einheit ، VDE) هو برنامج تم إطلاقه في عام 1991 ويهدف إلى تحسين البنية التحتية لألمانيا الشرقية وتحديث خطوط النقل بين الولايات الفيدرالية القديمة والجديدة.

## التنمية الديموغرافية

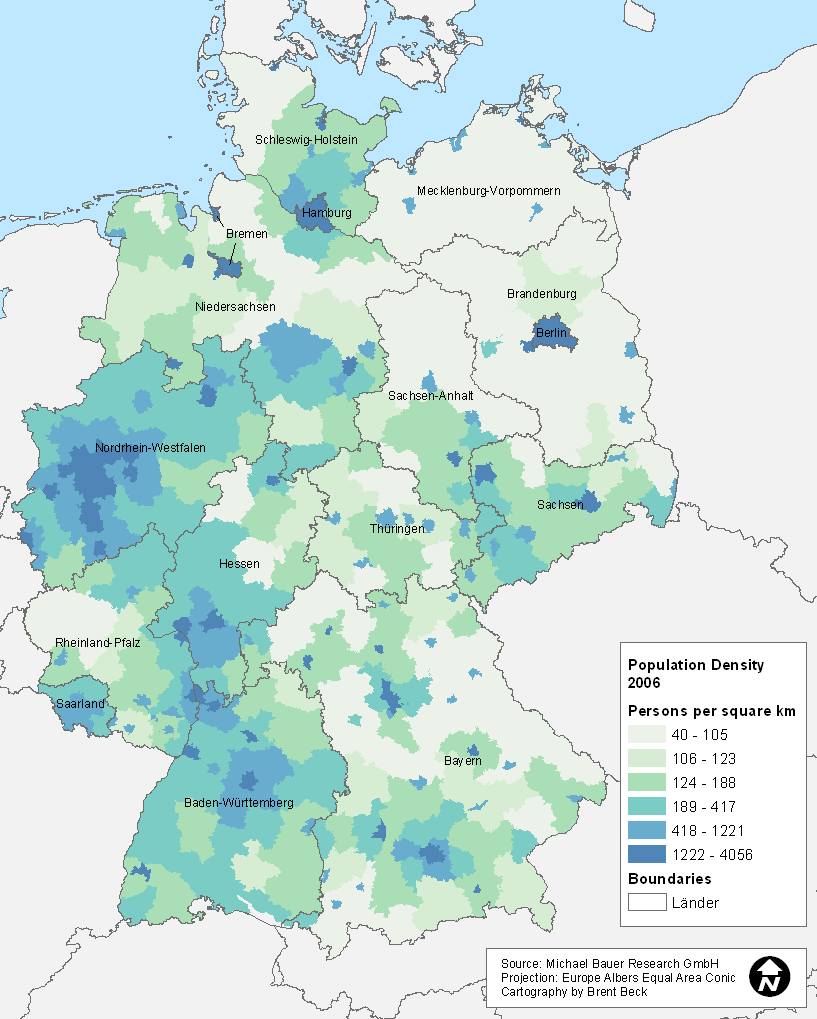
الكثافة السكانية للولايات الألمانية الجديدة أقل من الكثافة السكانية للولايات القديمة.

شهدت ولايات ألمانيا الشرقية السابقة انخفاضًا كبيرًا في عدد السكان ومعدلات مواليد منخفضة للغاية منذ عام 1990، مع انتعاش في السنوات الأخيرة. غادر حوالي 1.7 مليون شخص الولايات الفيدرالية الجديدة منذ سقوط جدار برلين، أو 12٪ من السكان.  وكان عدد كبير بشكل غير متناسب منهم من النساء دون سن 35. في الواقع، غادرت حوالي 500000 امرأة تقل أعمارهن عن 30 عامًا إلى ألمانيا الغربية خلال الـ 15 عامًا الماضية.
بعد عام 1990، انخفض معدل الخصوبة في الشرق إلى 0.77. في عام 2006، كانت المعدلات في الولايات الجديدة (1.30) تقترب من تلك الموجودة في الغرب (1.34)، وهي الآن أعلى (1.64 مقابل 1.60 في الغرب، عام 2016).  منذ عام 1989، تم إغلاق حوالي 2000 مدرسة بسبب ندرة الأطفال. 
في بعض المناطق، انخفض عدد النساء بين سن 20 و30 بأكثر من 30 في المائة.  في عام 2004، في الفئة العمرية 18-29 (ذات أهمية إحصائية لبدء الأسر) لم يكن هناك سوى 90 امرأة لكل 100 رجل في الولايات الفيدرالية الجديدة (بما في ذلك برلين). في أجزاء من ولاية تورينجيا، هناك 82 امرأة لكل 100 رجل.  يوجد في مدينة كونيشتاين أكبر اختلال سكاني في أوروبا بين الشباب والشابات. هذا على النقيض من العديد من المناطق في أوروبا حيث تعاني العديد من المدن في جميع أنحاء القارة من اختلال التوازن بين النساء الأصغر سناً من الرجال. وقد أدى هذا إلى قلق الزعماء المحليين، حيث يرتبط الخلل الكبير بين الذكور والإناث عادة بعدم الاستقرار الاجتماعي التاريخي وزيادة معدلات الجريمة.
تم هدم حوالي 300000 منزل في السنوات الأخيرة. في أجزاء من شرق ألمانيا، عادت الذئاب والوشق إلى الظهور. 

### التطور الديمغرافي

نسبة الألمان بدون الألمان من خلفية مهاجر (2016)

كان عدد سكان براندنبورغ 2660,000 في عام 1989، و 2,447,700 في مارس 2013. لديها ثاني أقل كثافة سكانية في ألمانيا. في عام 1995، أصبحت الولاية الجديدة الوحيدة التي تشهد نمواً في عدد السكان، بمساعدة من برلين.
بلغ عدد سكان مكلنبورغ فوربومرن 1970,000 في عام 1989، و 1598000 في مارس 2013،  مع أقل كثافة سكانية في ألمانيا. . 
كان عدد سكان ساكسونيا 5,003,000 في عام 1989، والذي انخفض إلى 4,044,000 في مارس 2013.  لا تزال الأكثر اكتظاظا بالسكان بين الولايات الخمس الجديدة انخفضت نسبة السكان الذين تقل أعمارهم عن 20 من 24.6 ٪ في عام 1988 إلى 19.7 ٪ في عام 1999.  تعد دريسدن ولايبزيغ من بين أسرع المدن نمواً في ألمانيا حيث يرتفع عدد سكانها أكثر من نصف مليون نسمة مرة أخرى وفي تناقض قوي مع المناطق الأخرى في ساكسونيا.
كان عدد سكان ساكسونيا أنهالت 2960.000 في عام 1989، و 253.000 في مارس 2013.  للولاية تاريخ طويل من التراجع السكاني: بلغ عدد سكانها الحالي 4100000 نسمة في عام 1945. بدأت الهجرة بالفعل خلال سنوات ألمانيا الشرقية. 
كان عدد سكان تورينجيا 2680.000 نسمة في عام 1989، و 2,166,000 في مارس 2013.  في تورنغن، يكون للهجرة تأثير أقل من انخفاض معدل الخصوبة. دعا الوزير السابق برنارد فوغل إلى وقف الهجرة الجماعية للعمال المهرة والشباب. 
التغيير الكلي في عدد سكان ألمانيا الشرقية السابقة من 15.273 مليون في عام 1989، قبل إعادة التوحيد مباشرة، إلى 12.509 مليون في عام 2013، بانخفاض قدره 18.1 ٪.

### هجرة
يوجد في ألمانيا الغربية عدد أكبر من المهاجرين من ألمانيا الشرقية السابقة.  

### مدن رئيسية
|  | العاصمة الفيدرالية |
|  | عاصمة الولاية      |

| المرتبة | المدينة   | عدد السكان. 1950 | عدد السكان. 1960 | عدد السكان. 1970 | Pop. 1980 | Pop. 1990 | Pop. 2000 | Pop. 2010 | Area [km²] | Density per km² | Growth [%] (2000– 2010) | surpassed 100,000 | State (Bundesland)     |
| ------- | --------- | ---------------- | ---------------- | ---------------- | --------- | --------- | --------- | --------- | ---------- | --------------- | ----------------------- | ----------------- | ---------------------- |
| 1.      | برلين     | 3٬336٬026        | 3٬274٬016        | 3٬208٬719        | 3٬048٬759 | 3٬433٬695 | 3٬382٬169 | 3٬460٬725 | 887,70     | 3٬899           | 2.32                    | 1747              | Berlin                 |
| 2.      | Dresden   | 494٬187          | 493٬603          | 502٬432          | 516٬225   | 490٬571   | 477٬807   | 523٬058   | 328,31     | 1٬593           | 9.47                    | 1852              | Saxony                 |
| 3.      | Leipzig   | 617٬574          | 589٬632          | 583٬885          | 562٬480   | 511٬079   | 493٬208   | 522٬883   | 297,36     | 1٬758           | 6.02                    | 1871              | Saxony                 |
| 4.      | Chemnitz  | 293٬373          | 286٬329          | 299٬411          | 317٬644   | 294٬244   | 259٬246   | 243٬248   | 220,84     | 1٬101           | −6.17                   | 1883              | Saxony                 |
| 5.      | هاله      | 289٬119          | 277٬855          | 257٬261          | 232٬294   | 247٬736   | 247٬736   | 232٬963   | 135,02     | 1٬725           | −5.96                   | 1890              | Saxony-Anhalt          |
| 6.      | Magdeburg | 260٬305          | 261٬594          | 272٬237          | 289٬032   | 278٬807   | 231٬450   | 231٬549   | 200,99     | 1٬152           | 0.04                    | 1882              | Saxony-Anhalt          |
| 7.      | Erfurt    | 188٬650          | 186٬448          | 196٬528          | 211٬575   | 208٬989   | 200٬564   | 204٬994   | 269,14     | 762             | 2.21                    | 1906              | Thuringia              |
| 8.      | Rostock   | 133٬109          | 158٬630          | 198٬636          | 232٬506   | 248٬088   | 200٬506   | 202٬735   | 181,26     | 1٬118           | 1.11                    | 1935              | Mecklenburg-Vorpommern |
| 9.      | Potsdam   | 118٬180          | 115٬004          | 111٬336          | 130٬900   | 139٬794   | 129٬324   | 156٬906   | 187,53     | 837             | 21.33                   | 1939              | Brandenburg            |
| Rank    | City      | Pop. 1950        | Pop. 1960        | Pop. 1970        | Pop. 1980 | Pop. 1990 | Pop. 2000 | Pop. 2010 | Area [km²] | Density per km² | Growth [%] (2000– 2010) | surpassed 100,000 | State (Land)           |

## روابط خارجية
- التقرير السنوي للحكومة الفيدرالية عن حالة الوحدة الألمانية 2009 [وصلة مكسورة]
- REGIERUNGonline - تطوير ألمانيا الشرقية